# Plectris nuda
Plectris nuda är en skalbaggsart som beskrevs av Frey 1967. Plectris nuda ingår i släktet Plectris och familjen Melolonthidae. Inga underarter finns listade i Catalogue of Life.